# Louis Camille de Lorraine

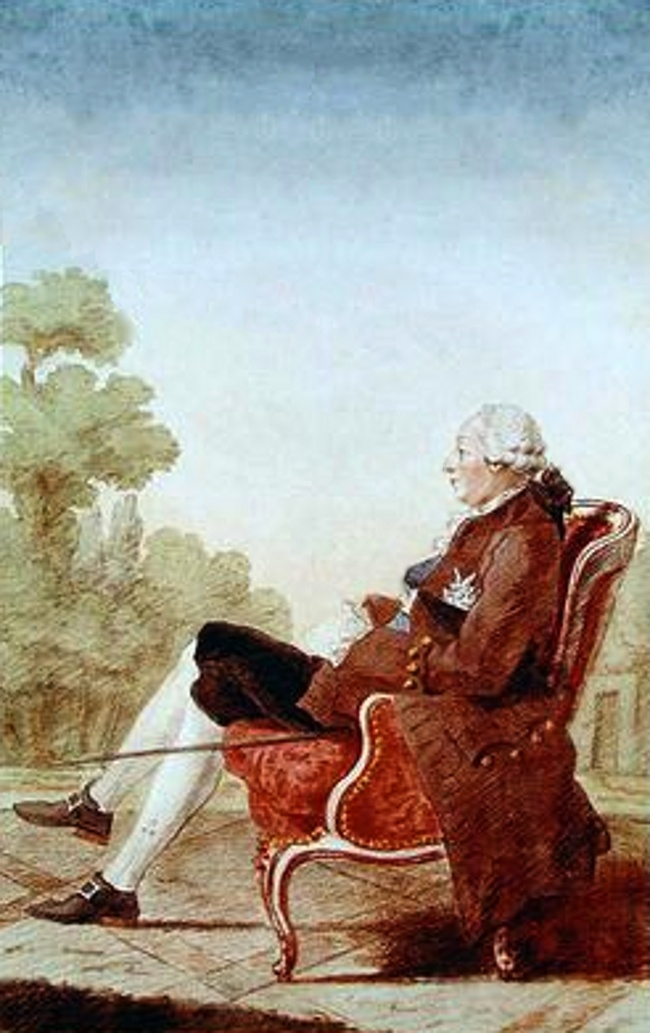
Louis Camille de Lorraine, Gemälde von Louis Carmontelle, 18. Jahrhundert

Louis Camille de Lorraine, prince de Marsan (* 18. Dezember 1725 in Paris; † 12. April 1782 ebenda) war ein französischer Adliger aus dem Haus Guise und Gouverneur der Provence von 1770 bis zu seinem Tod.
Er war Marquis de Puyguilhem, Comte de Marsan et Pontgibault, Baron de Saint-Barthélémy und Seigneur de Pons.

## Leben
Louis Camille de Lorraine war das jüngste von sechs Kindern von Charles Louis de Lorraine, Comte de Marsan, Prince de Pons (1686–1755), und Élisabeth de Roquelaure (1696–1752), einer Tochter von Antoine-Gaston de Roquelaure, Marschall von Frankreich. Als Angehöriger des Hauses Guise hatte er den Status eines Prince étranger. Er wurde Prince de Marsan genannt, trug darüber hinaus den Titel Prince de Puyguilhem, den er aber nie benutzte, und war am Hof allgemein als Prince Camille bekannt. Mit dem Tod seines Vaters 1755 erbte er die Grafschaft Marsan.
Er verließ den kirchlichen Stand, den er zunächst angenommen hatte, um 1741 den Musketieren beizutreten, mit denen er 1742 im Österreichischen Erbfolgekrieg (1740–1748) den Feldzug in Flandern bestritt, wo man sich in der Defensive hielt. Nach der Schlacht bei Dettingen (27. Juni 1743) erhielt er am 20. Juli ein Kavallerieregiment auf seinen Namen, das Régiment du Prince Camille cavalerie, das er während des restlichen Feldzugs am Rhein befehligte. Im Jahr 1744 kommandierte er sein Regiment in der Armee von Flandern und nahm an den Belagerungen von Menen, Ypern und Veurne teil. Im Juli wechselte er zur Armee, die unter dem Kommando des Marschalls von Sachsen stand, und beendete den Feldzug im Feldlager von Kortrijk. Als er 1745 in derselben Armee eingesetzt wurde, kämpfte er in der Schlacht bei Fontenoy (11. Mai 1745), diente im selben Jahr bei den Belagerungen von Tournai (April bis Juni), Oudenaarde (Juli) und Ath (September/Oktober) und im Februar 1746 bei der Belagerung von Brüssel. Er kämpfte im Oktober in der Schlacht bei Roucourt (11. Oktober 1746). Am 20. März 1747 wurde er zum Brigadier ernannt und am 1. Mai in der Armee von Flandern eingesetzt. Er kämpfte in der Schlacht bei Lauffeldt (2. Juli 1747) und marschierte im August bei der Bergen op Zoom (Juli bis September 1747) mit. Er diente 1748 bei der Belagerung von Maastricht (April/Mai 1748), wurde am 10. Mai zum Maréchal de camp ernannt. Nachdem im Januar 1749 die Beförderung veröffentlicht worden war, gab er sein Regiment auf (es wurde in Régiment de Vienne cavalerie umbenannt).
Am 1. Januar 1756 wurde er zum Ritter des Ordens vom Heiligen Geist ernannt und am 2. Februar in den Orden aufgenommen, so wie alle männlichen Angehörigen seiner Familie ebenfalls.
Im Siebenjährigen Krieg diente er 1757 in der Armee der Kaiserin, Königin von Ungarn und Böhmen, unter dem Befehl des Prinzen Karl Alexander von Lothringen und des Marschalls Leopold Joseph von Daun und nahm an allen Aktionen dieses Feldzugs teil, unter anderem an der Niederlage des Generals Hans Karl von Winterfeldt in der Schlacht von Moys durch den General Franz Leopold von Nádasdy. Am 6. Juni 1758 zum Lieutenant-général des Armées du Roi befördert und mit am selben Tag in der Armee unter dem Kommando des Fürsten Soubise eingesetzt, nahm er im Juli an der Einnahme von Marburg, der Schlacht bei Lutterberg, der Einnahme von Rheinfeld und der von Frankfurt teil, wo er den Winter verbrachte. Am 13. April 1759, dem Tag, an dem die Schlacht bei Bergen stattfand, war er mit der Verteidigung von Bergen beauftragt, bei der er den Gegner dreimal zurückschlagen konnte und ihn schließlich zwang, den Angriff aufzugeben und sich mit beträchtlichen Verlusten zurückzuziehen. Ab dem 19. Mai wurde er in derselben Armee unter dem Marquis de Contades eingesetzt, diente im Reservekorps unter dem Duc de Broglie und war bei der Einnahme von Minden im Juli 1759 sowie später bei der Schlacht bei Minden (1. August 1759) dabei. Am 1. Mai 1760 wurde er in dieselbe Armee aufgenommen und kämpfte am 10. Juli im Gefecht bei Korbach.
Im Februar 1762 nahm er den Namen Prince de Marsan an. Am 6. Mai 1770 erhielt er das Amt des Gouverneurs der Provence, das er bis zu seinem Tod innehatte.
1778 bis 1779 besaß er das auch als Hôtel de La Rochefoucauld-Doudeauville bekannte Hôtel particulier in Paris, das er an Marie de Boisgelin verkaufte, eine Kanonissin aus der Abtei Remiremont, die es 1782 an ihren Bruder, den Kardinal Jean-de-Dieu-Raymond de Boisgelin de Cucé weitergab, nach dem dieser Stadtpalast als Hôtel de Boisgelin benannt ist.
Seine ältere Schwester Louise-Henriette-Gabrielle de Lorraine war seit 1743 mit Godefroi Charles Henri de La Tour d’Auvergne verheiratet, dem 10. Herzog von Bouillon und Großkammerherr von Frankreich, sein älterer Bruder Gaston de Lorraine (der 1743 und damit vor seinem Vater starb) war der Ehemann von Marie Louise de Rohan, genannt Madame de Marsan (1720–1803), die ab 1754 Erzieherin des späteren Königs Ludwig XVI. und seiner Geschwister war und 1785 im Zusammenhang mit der Halsbandaffäre in Ungnade fiel.
Camille selbst heiratete 1759 Hélène Julie Rosalie Mancini, genannt Mademoiselle de Nevers (* 13. September 1742), die Tochter von Louis-Jules Mancini-Mazarini, Herzog von Nevers (Haus Mazarin-Mancini) und Hélène Françoise Angélique Phélypeaux de Pontchartrain (1715–1781), die wiederum eine Tochter des Staatssekretärs Jérôme Phélypeaux, Comte de Pontchartrain war; seine Ehefrau war die Witwe von Louis Marie Fouquet de Belle-Isle, Comte de Gisors, einem Enkel von Nicolas Fouquet. Die Ehe blieb ohne Nachkommen.
Louis Camille de Lorraine starb am 12. April 1782 im Hôtel de Bouillon, der Residenz seiner Schwester, der Herzogin von Bouillon, in Paris; seine Ehefrau starb im November des gleichen Jahres.